# Cape Flats
Cape Flats (en afrikáans: Die Kaapse Vlakte; lit. "Planicies del Cabo") es una extensa región de baja altura ubicada en el distrito central de Ciudad del Cabo. Para muchas personas en Ciudad del Cabo, la zona es conocida simplemente como The Flats.

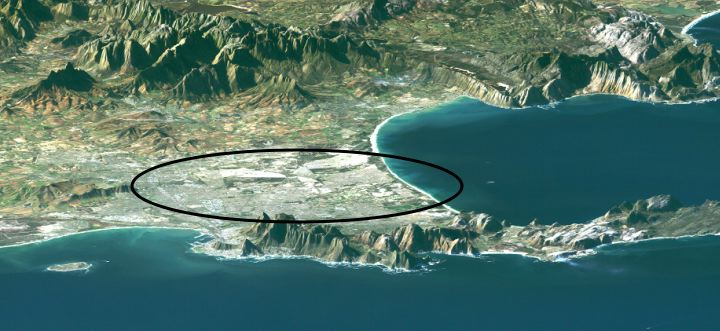
Imagen Landsat de Cape Town y sus alrededores, vista aproximadamente desde el este. La península del Cabo en el frente; Table Bay y la isla Robben en la izquierda; False Bay con Seal Island (pequeño punto blanco) a la derecha. Las montañas de Boland en la parte posterior. El óvalo (eje largo de aproximadamente de 25 km) demarca las Planicies del Cabo.

Ha sido descrita como el "vertedero del apartheid", ya que a partir de la década de 1950 la zona pasó a estar poblada por todas aquellas personas que el gobierno del apartheid designaba como "no-blancas". Las leyes basadas en la raza, como la Ley de Agrupación por Áreas y las leyes de pases, expulsaron a las personas que no eran blancas de las zonas urbanas más céntricas, que fueron designadas exclusivamente para blancos, y las reubicaron en viviendas comunales construidas por el gobierno en estas planicies, o bien hicieron ilegales sus viviendas en el centro de las ciudades, obligando a muchas personas designadas como negras y como coloured a vivir en asentamientos informales en otros lugares de esta región. Desde ese entonces, en las Flats vivía gran parte de la población de la región metropolitana de Ciudad del Cabo.

## Geología y geografía
En términos geológicos, las planicies son una zona erosionada por el viento, principalmente de origen marino, la cual se formó gracias a las playas adyacentes en un período de cien mil años. Debajo de la arena, el lecho de la roca es en general es el esquisto de Malmesbury, con la excepción del margen occidental entre Zeekoevlei al sur de Claremont y Wetton al norte, en donde se puede encontrar una masa intrusiva de granito del Cabo.
Al oeste, la expansión de las planicies se ve limitada por una elevación que se extiende hacia las alturas montañosas de la península del Cabo, mientras que en el este la tierra se eleva de forma gradual hacia la cordillera Hottentots Holland y otras regiones elevadas en el interior de Boland.
Gran parte de la arena no está consolidada; sin embargo, en algunos lugares cerca de la costa de la bahía Falsa las dunas de arena más antiguas se han consolidado en una arenisca suave. Estas formaciones cuentan con importantes fósiles como el extinto león del Cabo y también contiene evidencia física de que decenas de miles de años atrás hombres de la Edad de Piedra usaban la zona para cazar.
El área tiene un clima mediterráneo, con veranos cálidos y secos e inviernos frescos y húmedos. Por lo general está expuesta al viento, tanto del noroeste (invierno) como del sureste (verano). Las inundaciones pueden ser un problema en julio y agosto. Periodos fríos y lluviosos, en especial entre agosto y septiembre, pueden hacer muy difícil la vida para las personas que cuentan con casas de calidad inferior.

## Historia

### Antes de 1950
El naturalista inglés William John Burchell indicó en 1811 que las profundas arenas de las planicies hacían los viajes por carreta o carros extremadamente difíciles. La situación se hacía mucho peor debido a una falta generalizada de leña, haciendo que las personas que recolectaban combustible podaran los pocos arbustos y árboles nativos del lugar que estabilizaban la arena.
Durante la segunda mitad del siglo XIX, el área fue devorada por completo por vegetación foránea, principalmente de origen australiano. Las plantas incluían a hakeas y especialmente mimosas. La principal causa de esta infestación de debió a las decisiones tomadas por las autoridades coloniales. Esta era una época que precedía a los avances tecnológicos modernos para la construcción de caminos permanentes y en esos días las planicies del Cabo era un masivo mar de dunas no estabilizadas que se movían sin limitaciones con los fuertes vientos. Esto hacía que los viajes desde Ciudad del Cabo al interior fueran muy difíciles, en especial para las carretas jaladas por bueyes de esa época. Las autoridades decidieron tratar de estabilizar la arena con plantas nativas de las colonias británicas de Nueva Gales del Sur y Australia Occidental.
La primera importación de mimosas se dio en 1827. Las plantaciones masivas fueron establecidas en los años 1840 y 1850; las obras continuaron incluso más allá después de 1875.
En ese entonces el plan funcionó muy bien: el avance de las dunas se detuvo. El precio a pagar, en términos ecológicos, fue que las planicies del Cabo se vieron cubiertas de especies invasoras. En años recientes se ha tratado intensamente de luchar en contra de la sobrepoblación de estas especies foráneas.

### A partir de 1950
Las Cape Flats sufrieron un cambio revolucionario en la segunda mitad del siglo 20. En 1950 el área prácticamente estaba inhabitada. Existía tan solo un camino estrecho que conectaba a Ciudad del Cabo con Strand que estaba flanqueado de vegetación foránea y era posible viajar a lo largo de esta vía durante varios kilómetros sin encontrar ninguna señal de urbanización salvo por unas cuantas cercas y un puñado de granjas. Los antílopes nativos de la zona se paseaban a placer por el lugar. El ejército utilizaba el área para ejercicios militares y los pocos agricultores que vivían en los Flats trataban de ganarse la vida cultivando vegetales en pequeños pedazos de suelo de mala calidad debido a las dunas. No existían servicios modernos y el agua potable era recolectada de tanques en los techos de las casas y la iluminación a la noche era provista por lámparas de aceite.

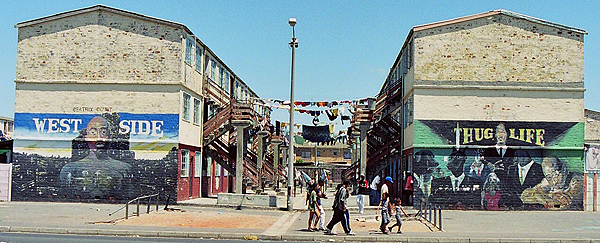
Murales 'West Side' & 'Thug Life' en el township de coloured de Manenberg, en el territorio de la pandilla Hard Livings

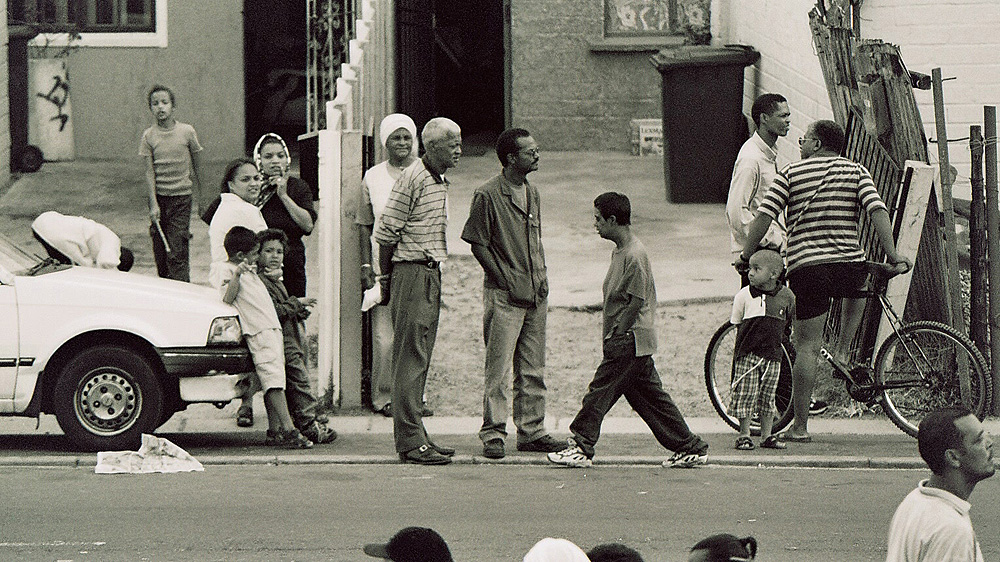
Escena callejera en el township de Bonteheuwel

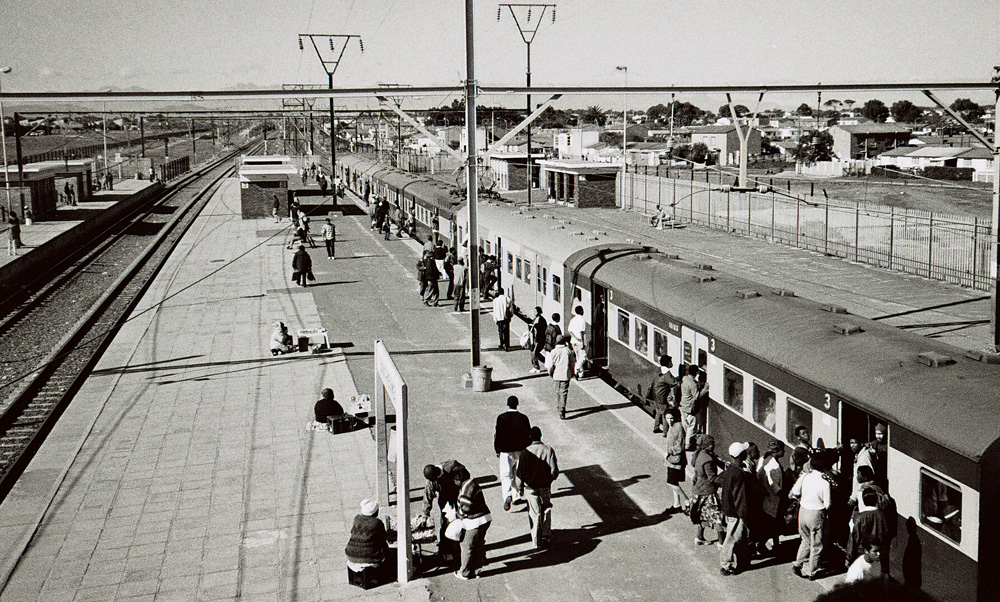
Estación de trenes de Cape Flats

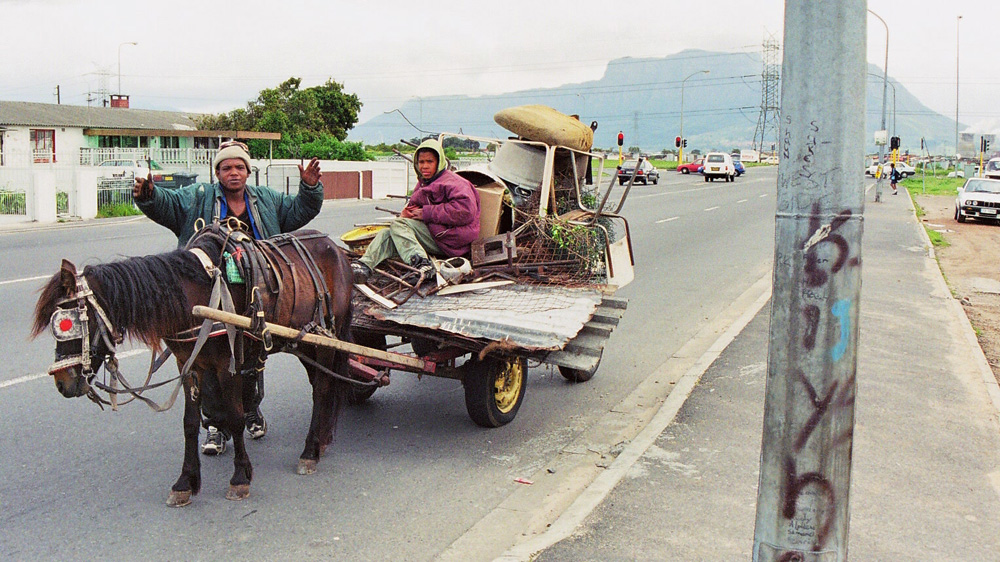
Recolectores de chatarra de Cape Flats

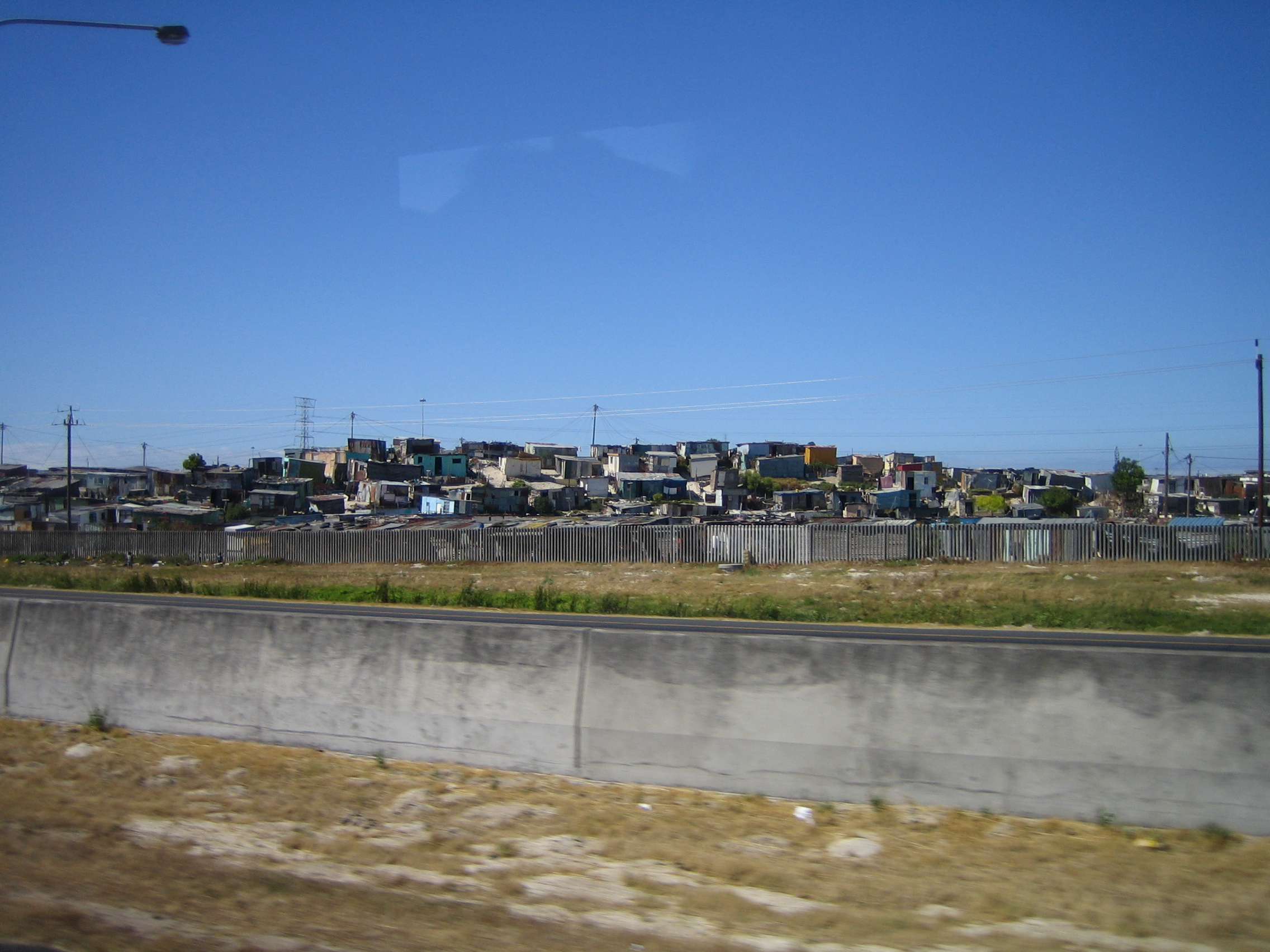
Barrio pobre en Cape Flats

La era de la arena y los antílopes desapareció por completo en poco más de una generación. El cultivo de verduras persistió, pero en mucho menor medida, porque la urbanización envolvió vastas extensiones de tierra en poco tiempo. Durante la era del apartheid, aquí se construyeron grandes proyectos de vivienda, principalmente como parte del esfuerzo más grande del gobierno nacionalista para forzar a la llamada comunidad de color a salir de las áreas centrales y occidentales de Ciudad del Cabo, que los teóricos políticos de la época habían designado como áreas solo para blancos. Esto significaba que solo los blancos podían residir allí permanentemente; las personas de color podían trabajar en la ciudad pero no podían vivir allí. Además, otros grandes municipios de personas de raza negra (como Khayelitsha y Gugulethu) crecieron en los departamentos como producto tanto de asentamientos informales como de reubicaciones forzadas del gobierno. Dado que muchas personas Xhosa de la región, incluidas las personas nacidas y criadas en el área de Ciudad del Cabo, fueron designadas bajo el apartheid como residentes de bantustanes, muchos se vieron obligados a vivir ilegalmente en el área, contribuyendo aún más al crecimiento de los asentamientos informales. Estos consistían principalmente en chozas hechas de "estaño" (en realidad hierro corrugado que, de manera confusa, hoy en día está hecho de acero dulce), cartón y madera. En 1993, Ciudad del Cabo tenía una cartera de viviendas de aproximadamente 40 000 casas y con el número de personas que emigran de las zonas rurales aumentando cada año, por lo que la cartera de pedidos aumenta. Una de las principales prioridades del PDR (Programa de Reconstrucción y Desarrollo) es construir casas.
Desde el fin del apartheid, estas comunidades ya no están legalmente limitadas por restricciones racionales; pero su historia, lenguaje, economía y política étnica aún contribuyen a la homogeneidad de las áreas locales. Es por esto que, por ejemplo, la mayoría de los residentes de Mitchell's Plain aún hablan una versión de afrikáans propia del lugar, además de inglés, y ya sea ellos o sus padres fueron designados como coloured bajo las leyes del apartheid; la mayoría de los residentes de Khayelitsha aún hablan xhosa e inglés, y ya sea ellos como sus padres fueron designados como negros bajo las leyes del apartheid. No obstante, algunas áreas de Cape Flats han visto un aumento en la diversidad de sus residentes, habiendo cada vez más hablantes de xhosa en lugares en los que anteriormente se hablaba exclusivamente afrikáans.

## Cultura y política
Las planicies del Cabo cuentan con una rica historia cultural. Su música comprende desde el más serio jazz de Abdullah Ibrahim y Basil Coetzee y su himno 'Mannenberg' (así bautizado en honor a un caserío de Cape Flats), a las canciones alegres de pop de Brenda Fassie; y continúa a día de hoy con el movimiento del hip-hop.
Entre sus comunidades religiosas (por nombrar algunas) se encuentran congregaciones hablantes de afrikáans de la Iglesia reformada neerlandesa, comunidades rastafari, personas que sólo practican religiones xhosa, iglesias sincréticas cristianas xhosa, iglesias cristianas evangélicas y la comunidad musulmana africana más grande del sur de África (la cual tiene sus raíces en la comunidad histórica de malayos del cabo, que ha estado presente desde el siglo XVII).
En la década de 1940, se puso de moda en la zona un tipo de modificación dental conocida como Hueco de la pasión y que continúa siendo popular hoy en día. La modificación implica la extirpación de los dientes frontales de la persona.
Su historia política es compleja y, a veces, desconcertante incluso para quienes se encuentran dentro de la comunidad: por ejemplo, las simpatías políticas de los coloured de Cape Flats ha pasado por fases de activismo trotskista en los primeros años, por la movilización a favor del Frente Democrático Unido en los años 80 y posteriormente, en las primeras elecciones posteriores al apartheid, por el apoyo al Partido Nacional, un partido históricamente blanco que había presidido el apartheid. Más recientemente, la zona ha conocido una expansión de la fuerza del Congreso Nacional Africano, desde su base en los municipios negros y en zonas habitadas históricamente por los coloured (o mestizos), así como un crecimiento local particularmente fuerte de movimientos sociales de izquierda, como la Campaña de Acción por el Tratamiento, que critica las políticas gubernamentales en relación con el sida. A veces, han surgido movimientos islamistas violentos entre las comunidades de Cape Flats pero, junto a tales movimientos, han aparecido figuras notables dentro de la comunidad musulmana, como la de Fareed Ishaq, que encarnan una postura ecuménica y progresista.
Casi todas las comunidades de los Cape Flats continúan, de una forma u otra, azotadas por la pobreza. Entre los problemas sociales más serios se encuentran los altos niveles de desmpleo y niveles exorbitantes de actividad pandillera. A finales de los años 1990 y principio de los años 2000 tuvo lugar un conflicto armado importante entre varias pandillas y el PAGAD (People Against Gangsterism and Drugs), una organización justiciera. Los proyectos de desarrollo postapartheid, como el RDP, también han llevado a conflictos violentos dentro de las comunidades. Para el año 2014 existían varios esfuerzos para combatir la violencia de pandillas, como ser el programa de Hanover Park’s Ceasefire, a través del cual exmiembros de pandillas "utilizan sus experiencias para mediar en disputas entre pandillas y ayudar a jóvenes y mujeres a dejar la vida de pandillas".
Existe una gran cantidad de organizaciones de empoderamiento comunitario que trabajan para luchar contra la violencia, el crimen y los problemas de salud de manera no violenta, y el rol de la sociedad civil en muchas partes de la zona es relativamente fuerte.